# 岩中町
岩中町（いわなかちょう）は、愛知県岡崎市の町名である。丁番を持たない単独町名である。

## 地理
岡崎市の中部に位置する。小字が設置されている。

### 河川
- 大井野川

### 小字
| - 字アシアライ（あしあらい） - 字荒井（あらい） - 字飯ケ谷（いいがや） - 字入（いり） - 字岩倉（いわくら） - 字ウバ田（うばだ） - 字大岩（おおいわ） - 字大皿田（おおさらだ） - 字門田（かどた） - 字金宮（かなみや） - 字上平（かみたいら） - 字茅倉（かやぐら） - 字北海道（きたかいど） - 字北ヤゲ（きたやげ） - 字切山（きりやま） - 字毛呂久蔵（けろくぞ） | - 字鴻ノ木田（こうのきだ） - 字小揃（こぞれ） - 字小原（こばら） - 字清水田（しみずだ） - 字下（しも） - 字神田（じんでん） - 字菅田（すげた） - 字ゾマ田（ぞまだ） - 字堂城（どうしろ） - 字中田（なかだ） - 字中屋地（なかやじ） - 字投入（なげいり） - 字西浦（にしうら） - 字登坂（のぼりざか） - 字萩ノ久後（はぎのくご） - 字ヒカゲ（ひかげ） | - 字日尻（ひじり） - 字桧木前（ひのきまえ） - 字冷田（ひやだ） - 字広畑（ひろばた） - 字深田（ふかだ） - 字仏供田浦（ぶくたうら） - 字ホツタクゴ（ほつたくご） - 字保土（ほど） - 字牧立（まきだち） - 字マコモ（まこも） - 字松葉田（まつばだ） - 字丸根（まるね） - 字向畑（むかいばた） - 字谷下（やげ） - 字社倉（やしろぐら） - 字ヨコ手（よこて） - 字六郎谷下（ろくろうやげ） |

## 世帯数と人口
2019年（令和元年）5月1日現在の世帯数と人口は以下の通りである。
| 町丁   | 世帯数 | 人口  |
| ------ | ------ | ----- |
| 岩中町 | 50世帯 | 130人 |

### 人口の変遷
国勢調査による人口の推移
| 1995年（平成7年）  | 191人 | [ 5 ] |  |
| 2000年（平成12年） | 181人 | [ 6 ] |  |
| 2005年（平成17年） | 175人 | [ 7 ] |  |
| 2010年（平成22年） | 140人 | [ 8 ] |  |
| 2015年（平成27年） | 138人 | [ 9 ] |  |

## 小・中学校の学区
市立小・中学校に通う場合、学区は以下の通りとなる。
| 番・番地等 | 小学校               | 中学校             |
| ---------- | -------------------- | ------------------ |
| 全域       | 岡崎市立常磐南小学校 | 岡崎市立常磐中学校 |

## 歴史
額田郡岩中村を前身とする。
1889年に岩中村、田口村、板田村、大井野村、箱柳村、小呂村、稲熊村が合併し、乙見村が発足。同日、岩中村は消滅した。

## 施設

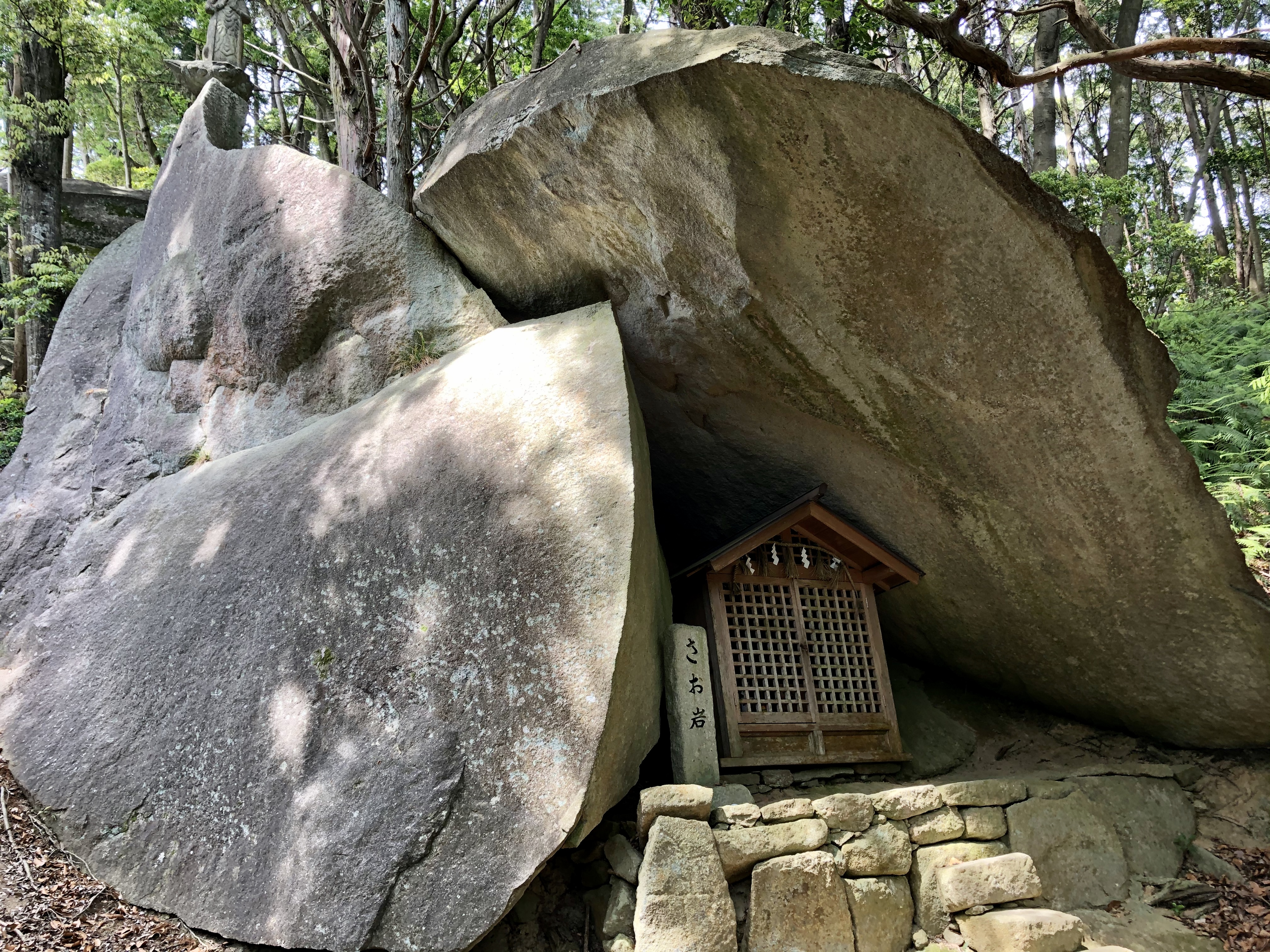
岩谷観音の祠

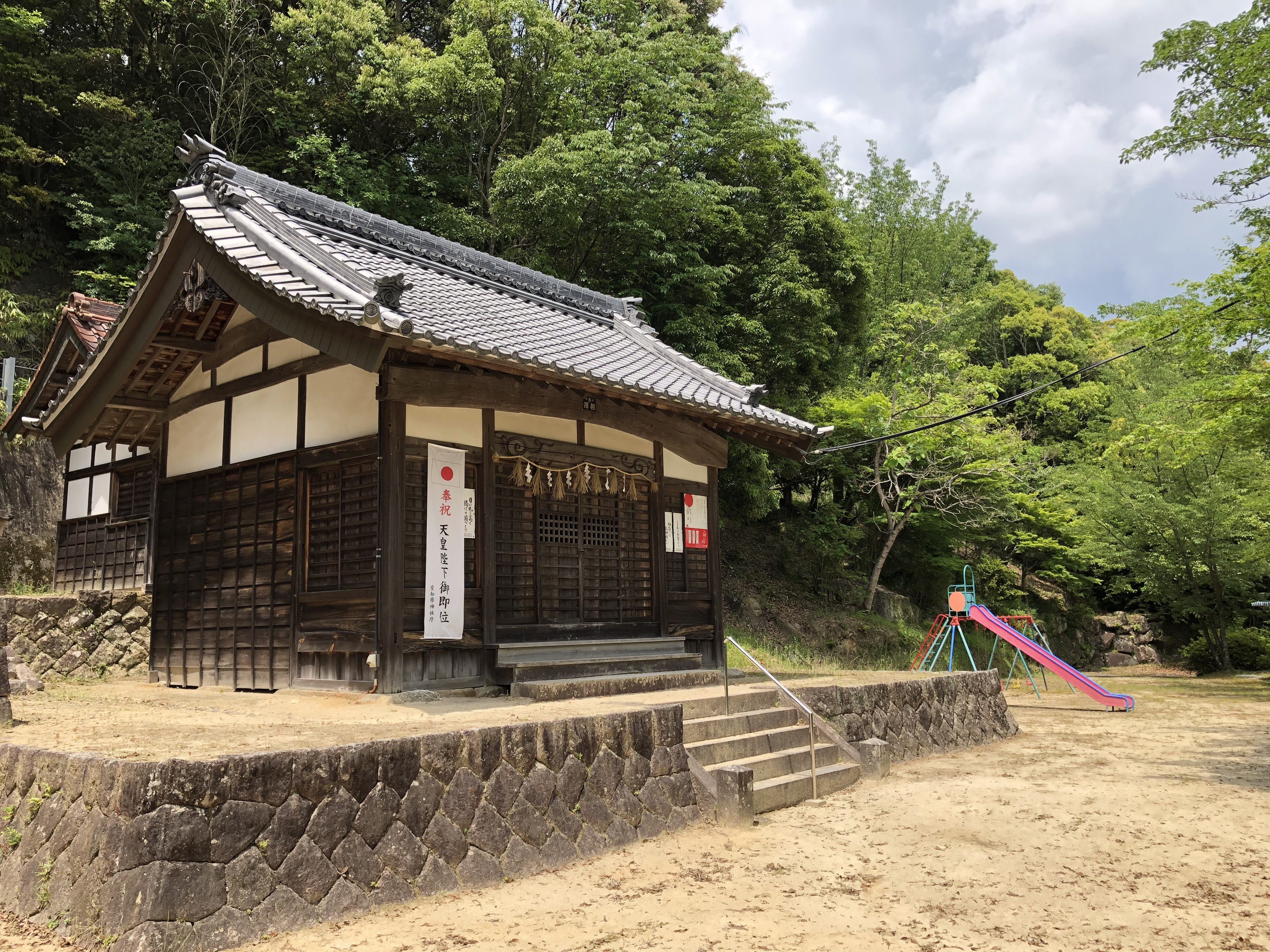
岩谷観音

- 白山神社
- 中畑神社
- 岩谷観音[11]
- 昭源寺
- 西方寺
- ザ・トラディションゴルフクラブ

## 交通
- 新東名高速道路
  - 通過するのみである。
- 愛知県道335号南大須鴨田線

## その他

### 日本郵便
- 郵便番号 : 444-3165[3]（集配局：岩津郵便局[12]）。

## 参考資料
- 「角川日本地名大辞典」編纂委員会 編『角川日本地名大辞典 23 愛知県』角川書店、1989年3月8日。ISBN 4-04-001230-5。
- 有限会社平凡社地方資料センター 編『日本歴史地名体系第23巻 愛知県の地名』平凡社、1981年。ISBN 4-582-49023-9。